# Angeliki Laiou
Angeliki Laiou,,, (grec moderne : Αγγελική Ευαγγέλου Λαΐου [Angelikí Evangélou Laḯou]), née le 6 avril 1941 à Athènes et décédée le 11 décembre 2008 à Boston est une byzantiniste gréco-américaine.

## Biographie

### Jeunesse et formation
Angeliki Laiou est née à Athènes le 6 avril 1941 d'une famille pontique, réfugiée en Grèce. Elle étudie au Collège d'Athènes (en) et poursuit sa formation à l'école de philosophie de l'université d'Athènes. Elle développe alors son intérêt pour l'Empire byzantin en étudiant sous la direction du byzantiniste Dionýsios Zakythinós. Elle se rend ensuite à l'université Brandeis où elle est diplômée d'un Bachelor of Arts en 1961 avant de poursuivre par un PhD à l'université Harvard en 1966, sous la supervision de Robert Lee Wolff (en), l'un des plus éminents historiens des Croisades. Sa thèse de doctorat devient son premier livre, publié en 1972 sous le titre Constantinople and the Latins: The Foreign Policy of Andronicus II, 1282-1328 (Constantinople et les Latins : la politique étrangère d'Andronic II, 1282-1328),,,.

### Carrière universitaire
En 1962, elle donne des cours à l'université de Louisiane avant de revenir à Harvard où elle demeure de 1966 à 1972, d'abord comme responsable de cours puis comme professeur assistant. Elle retourne ensuite à l'université de Brandeis jusqu'en 1981, avant de devenir professeur émérite. Au cours de cette période, elle enseigne aussi au Rutgers College de l'université Rutgers. En 1981, elle retourne à Harvard comme professeur au prestigieux centre d'études byzantines de Dumbarton Oaks, jusqu'à sa mort. Entre 1985 et 1988, elle est à la tête du département d'histoire de Harvard, devenant la première femme à diriger un département de la prestigieuse université américaine. Entre 1989 et 1998, elle dirige la Dumbarton Oaks Research Library and Collection à Washington,,,,,.
Angeliki Laiou a largement étudié la société byzantine et fait partie des pionnières dans l'étude de la place des femmes. Son article intitulé The Role of women in Byzantine society (« Le rôle de la femme dans la société byzantine ») publié en 1981, ouvre un nouveau champ d'analyse pour les byzantinistes. Elle a plus largement étudié la place de la famille, du mariage, de la sexualité et de l'homosexualité. Elle a travaillé sur d'autres sujets avec ses livres Peasant Society in the Late Byzantine Empire (La société paysanne dans l'Empire byzantin tardif) en 1977, Mariage, amour et Parenté à Byzance aux XIe et XIIIe siècles en 1992, des thèmes alors peu développés. À la fin de sa vie, elle a dirigé une grande synthèse en trois volumes, Economic History of Byzantium (Histoire économique de Byzance) en 2002, qui reste une référence en la matière. En 2007, elle publie son dernier livre, coécrit avec Cécile Morrisson, The Byzantine Economy (L'Économie byzantine),,.
En Grèce, elle devient en 1998 la deuxième femme membre de l'Académie d'Athènes après Galatia Sarandi (el). Elle est ensuite faite Commandeur de l'ordre de l'Honneur.
Elle a également récompensée par deux bourses Guggenheim (1971 et 1978) et nommée membre de la Medieval Academy of America, de l'Académie américaine des arts et des sciences, de l'Academia Europaea, membre correspondant de l'Académie des inscriptions et belles-lettres, de l'Académie autrichienne des sciences, de l'Académie serbe des sciences et des arts et professeur honoraire de l'université de Nankai (Chine).

### Carrière politique
Lors des élections législatives d'avril 2000, elle est élue au Parlement grec sur la liste du PASOK. En mai 2000, elle devient secrétaire adjointe aux affaires étrangères, chargée des relations avec la diaspora grecque, dans le Gouvernement Simitis III. Néanmoins, confrontée aux réalités de son poste, elle démissionne six mois plus tard pour reprendre ses activités universitaires, étant remplacée par Grigoris Niotis (el). En 2002, elle se retire aussi du Parlement.

### Vie privée
Elle a été mariée avec Stavros Thomadakis (en), qui a été président de la Commission grecque des marchés de capitaux (en), dont elle a divorcé. Ils ont eu un fils, Vassilis Thomadakis,,.
En septembre 2008, elle est diagnostiquée atteinte d'un cancer de la thyroïde et meurt le 11 décembre 2008.